# كورت ريس
كورت ريس (بالألمانية: Curt Riess)‏ (و. 1902 – 1993 م) هو كاتب، وصحفي ألماني، ولد في فورتسبورغ، توفي في مور، عن عمر يناهز 91 عاماً.

## وصلات خارجية
- كورت ريس على موقع IMDb (الإنجليزية)
- كورت ريس على موقع مونزينجر (الألمانية)
- كورت ريس على موقع ألو سيني (الفرنسية)
- كورت ريس على موقع أول موفي (الإنجليزية)
- كورت ريس على موقع قاعدة بيانات الأفلام السويدية (السويدية)
- كورت ريس على موقع قاعدة بيانات الفيلم (الإنجليزية)
- كورت ريس على موقع كينوبويسك (الروسية)